# José Bevilacqua
José Bevilacqua (Viçosa do Ceará, 18 de março de 1863 — Rio de Janeiro, 21 de julho de 1930) foi um político brasileiro. Exerceu o mandato de deputado federal constituinte pelo Ceará em 1891.